# Šumsko područje Masna Luka
Šumsko područje Masna Luka na planini Čvrsnici, u parku prirode Blidinje, je upravljani prirodni rezervat. Administrativno pripada općini Posušje.
Šumsko područje odliukuje borova i jelova šuma. Ovdje se nalazi i nekoliko izvora pitke vode. Na području Masne Luke nalazi se crkva svetog Ilije.